# Denny Oliveira
Denny Olliveira, nome artístico de Denisson Oliveira Lima, é jornalista, radialista e apresentador de televisão brasileiro.
Foi radialista da Rádio Cidade FM, 95.9, de Recife, onde apresentou diversos programas, entre eles o Trip Estérica, que passava por volta das 13h e era um programa que mesclava música e perguntas interativas com os ouvintes.

## Biografia
Denny Oliveira nasceu em Recife, 1966, Iniciou sua carreira como radialista em 1989 na Rádio Recife FM ao lado de Pedro Paulo de Carvalho Neto. Estreou na televisão em 1991 na TV Tribuna apresentando telejornais e em 1999 passou a apresentar o Tribuna Show, sendo substituído em 2004 pelo jornalista Flávio Barra, e ainda naquele ano migrou para TV Jornal para apresentar o programa Muito Mais, chegando a registrar 80% de audiência, sendo líder entre todos programas de Pernambuco entre 2004 a 2006.[carece de fontes?]
Em 17 de maio de 2010 estreou o programa Programa Denny Olliveira pela TV Nova Nordeste.

### Investigação, julgamentos e prisão
Em 2007 Denny começou a ser investigado por acusações em casos relacionados a estupro, atentado violento ao pudor e oferecimento de bebida alcoólica a menores de idade. As vítimas seriam quatro meninas, menores de idade, que supostamente frequentavam os programas de auditório apresentados que então apresentava.
A 16 de novembro de 2010 Denny foi condenado por estupro em primeira instância a quinze anos de reclusão, não sendo a prisão decretada de imediato, uma vez que Denny respondera a todo o processo em liberdade, e havia já entrado com recurso.
Em novembro de 2011, após recurso ao Tribunal de Justiça de Pernambuco, a pena foi aumentada para 24 anos e sete meses de reclusão, por pedido do Ministério Público de Pernambuco. vindo a conseguir a anulação desta ampliação em janeiro do ano seguinte, após recurso alegando que não havia sido intimado para o julgamento, mantendo-se a acusação por estupro com pena de quinze anos de reclusão.
No início de setembro de 2014, após recurso ao Supremo Tribunal de Justiça, a Corte pronunciou uma sentença final de sete anos de prisão em regime semiaberto, não cabendo mais recurso.  Na sentença final Denny foi condenado por atentado violento ao pudor com presunção de violência, e não estupro, uma vez que na época em que o crime foi cometido, a tipificação criminal era diferente.
Denny foi preso a 11 de setembro de 2014 no Bairro das Nações, em Campina Grande, na Paraíba, e encaminhado ao Centro de Observação e Triagem (Cotel), em Abreu e Lima, no Grande Recife., com mandado de prisão expedido a 8 do mesmo mês pelo juiz da 1ª Vara de Infância, José Renato Bezerra. Depois de deixar o Cotel, ele seguiu para a Penitenciária Agroindustrial São João, antiga PAI, em Itamaracá.

### Carreira

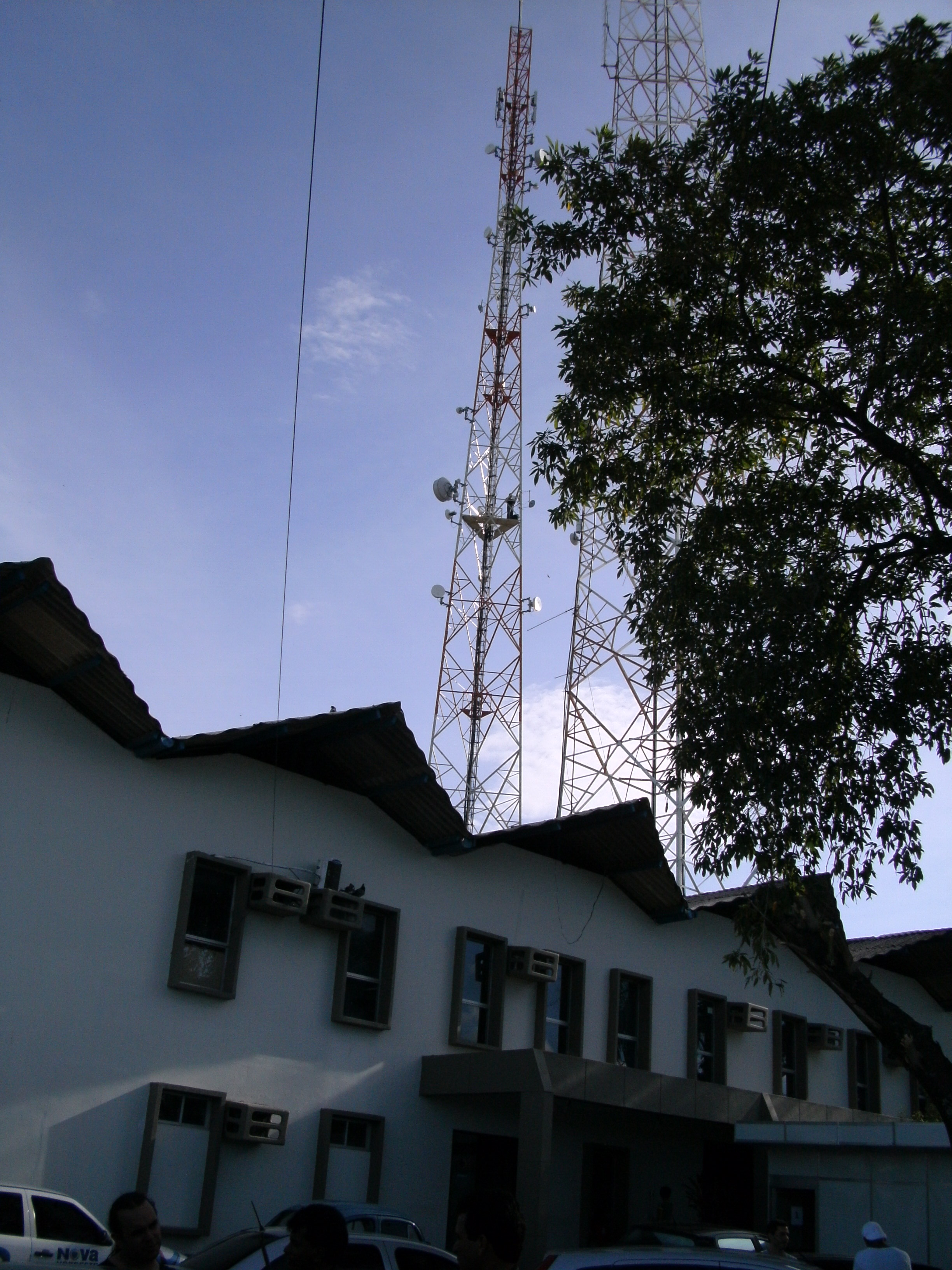
TV Nova Nordeste, onde apresentava seu programa.

Comunicador e radialista
| Ano  | Emissora  |
| ---- | --------- |
| 1989 | Recife FM |

Apresentador de televisão
| Ano  | Emissora         | Programa de TV           |
| ---- | ---------------- | ------------------------ |
| 1999 | TV Tribuna       | Tribuna Show             |
| 2004 | TV Jornal        | Muito Mais               |
| 2004 | SBT              | Teleton Brasil           |
| 2010 | TV Nova Nordeste | Programa Denny Olliveira |